# Meher Pestonji
Meher Pestonji (* 19. September 1946 in Bombay) ist eine indische Sozialarbeiterin, Journalistin und Schriftstellerin. Sie gehört der Gemeinschaft der Parsen an und lebt mit ihren beiden Töchtern in Mumbai. Sie gilt als kritische und engagierte Menschenrechtlerin und setzt sich insbesondere für Kinderrechte und die Verbesserung der Lebensbedingungen in den Slums von Mumbai ein.
Substantielle Beiträge leistete sie in den 1970er Jahren im Vergewaltigungsfall der 16-jährigen Mathura, der schließlich zu einer Gesetzesänderung führte, und in den 1990er Jahren in der Aufarbeitung der Aufstände von Mumbai. Ihre Erzählung Outsider beschreibt das Schicksal von indischen Straßenkindern im Kontrast zum zunehmenden Wohlstand der Mittelschichten und wurde in die Abitur-Schwerpunktthemen in Niedersachsen und Nordrhein-Westfalen aufgenommen. In Sadak Chhaap (deutsch: Zeichen der Straße) beschreibt sie den 10-jährigen Rahul, der auf der Straße lebt und auf einem Bahnsteig ein verlassenes Baby findet, welches er adoptiert und aufzieht.
Eine ausführliche Besprechung der Werke von Meher Pestonji findet sich in der Anthologie Women Writers in the Twentieth Century Literature.

## Bücher
- Mixed Marriage and Other Parsi Stories. HarperCollins, 1999.
- Pervez. HarperCollins, 2002.
- Sadak Chhaap. Penguin India, 2006. (franz.: Mercure de France, 2007)
  - Die Kinder von Bombay. übersetzt von Anna Opel. Angkor Verlag, Frankfurt am Main 2010, ISBN 978-3-936018-72-1.
- Outsider. In: Rudolph F. Rau (Hrsg.): Emerging India. ISBN 978-3-425-04852-9.

## Theaterstücke und Filmvorlagen
- Piano for Sale
- Feeding Crows
- Outsider

## Interviews
- suedasien.info
- Anglicised Minority. (PDF-Datei; 114 kB)

## Nachweise
1. ↑  SAWNET: Bookshelf: Meher Pestonji. In: sawnet.org. Archiviert vom Original (nicht mehr online verfügbar) am 10. Januar 2015; abgerufen am 10. Januar 2015.  Info: Der Archivlink wurde automatisch eingesetzt und noch nicht geprüft. Bitte prüfe Original- und Archivlink gemäß Anleitung und entferne dann diesen Hinweis.
2. ↑  Emerging India.  In: diesterweg.de. Braunschweig 2008, ISBN 978-3-425-04852-9.
3. ↑  rahulvasisht: SADAK CHHAAP – MEHER PESTONJI. In: mouthshut.com. 29. November 2005, abgerufen am 10. Januar 2015 (englisch).
4. ↑  Sadak Chhaap by Meher Pestonji (Memento vom 15. Oktober 2008 im Internet Archive) In: indsight.org
5. ↑  Monika Gupta: Women Writers in the Twentieth Century Literature. Atlantic Publishers & Dist, 2000, ISBN 81-7156-959-5, S. 15 (eingeschränkte Vorschau in der Google-Buchsuche).

| Personendaten    | Personendaten             |
| ---------------- | ------------------------- |
| NAME             | Pestonji, Meher           |
| KURZBESCHREIBUNG | indische Schriftstellerin |
| GEBURTSDATUM     | 19. September 1946        |
| GEBURTSORT       | Bombay                    |